# Дойл, Ричард
Ричард Дойл (англ. Richard Doyle; 18 сентября 1824[…], Лондон — 11 декабря 1883[…], Лондон) — британский художник, сын известного в своё время карикатуриста Джона Дойла и дядя писателя Конана Дойла.

## Биография
Живописи учился только у своего отца и специального художественного образования не получил. Его художественные способности проявились очень рано: в двенадцатилетнем возрасте он написал серию иллюстраций Home for the Holidays, четыре года спустя — Comic English Histories; обе серии привлекли внимание критиков, которые отметили его развитое воображение и чувство юмора. В 1843 году он стал сотрудником журнала «Панч», создав для него множество карикатур и иллюстраций, а также картин, служащих оформлением обложек, являющихся одними из самых известных его работ, однако был вынужден уволиться в 1850 году после скандала с антикатолической карикатурой The papal aggression, направленной непосредственно против папы римского. В 1854 году он издал работу «Continental Tour of Brown, Jones and Robinson». Персонажи юмористической серии приобрели значительную известность, а их герои Браун, Джонс и Робинсон стали нарицательными для обозначения типичных представителей английского среднего класса. Фразеологизм с их именами означает простых, типичных англичан (аналог в русской культуре — Иванов, Петров, Сидоров).
Среди его основных достижений, помимо иллюстраций на обложках «Панча», рисунки к трём рождественским книгам Чарльза Диккенса и работам Уильяма Теккерея, а также имевшие большую популярность причудливые изображения эльфов и фей.